# Martin (Kentucky)
Pour les articles homonymes, voir Martin.
Martin est une ville américaine située dans le comté de Floyd, dans le Kentucky. Selon le recensement de 2020, sa population est de 513 habitants.